# インディアンジュエリー・デザイナー
インディアンジュエリー・デザイナー（いんであんじゆえり）は、1990年前後から広まった銀細工彫金士とそのブランドである。

## 日本の主なインディアンジュエリー・デザイナー及びブランド
- ゴローズ - 高橋吾郎が1990年前後から、革製品（レザーカービング）から銀細工彫金（シルバーアクセサリー）をメインに移行した。
- ウイングロック - 前崎リキが設立、前崎リキは1990年～1994年の間、ゴローズの彫金製作にも携わる。
- タディ＆キング - 田尻種彬が設立、田尻種彬は、ゴローズのレザーカービング（革製品）製作に携わる、高橋吾郎の弟子。
- スタジオ T&Y - 村田高詩が設立、村田高詩は、ゴローズのレザーカービング（革製品）製作に携わる、高橋吾郎の弟子。
- ピース - 塚本英之が設立、塚本英之は、前崎リキの弟子。
- 鷲見太郎 - 鷲見太郎が設立、鷲見太郎は、スタジオ T&Yで修行した。
- ケンキクチ - 菊池健が設立、菊池健は、スタジオ T&Yで修行した。
- ブリッジ - 2020年設立。デザイナーは非公表。圧倒的なクオリティで幅広い層から支持を得つつある。

## その他
フェラーリ、ロレックスのポールニューマンモデル（6263・6239）、ゴローズの鬼集家であるエリック・クラプトンは、ウドーのツアーマネージャーによると2～3日に一度は日本にメール＆電話が入り、ゴローズの特注品を空輸してもらい、ゴローズのスタッフの事をマイファミリーと言っている。
2015年、マーティン (楽器メーカー)から『 Martin × goro's × Eric Clapton 』Martin 000-42K "Goro" Limited　が発売された。